# Australicythere californica
Australicythere californica är en kräftdjursart som först beskrevs av Hazel 1962.  Australicythere californica ingår i släktet Australicythere och familjen Hemicytheridae. Inga underarter finns listade.